# Willem Theodoor Cornelis van Doorn
Willem Theodoor Cornelis van Doorn (Utrecht, 12 februari 1853 – 's-Gravenhage, 5 april 1921) was een vooraanstaand liberaal Tweede Kamerlid, advocaat en burgemeester.
Van Doorn was de jongste zoon uit het conservatieve gezin met vier broers en drie zussen van minister en Commissaris van de Koning in Utrecht Elisa Cornelis Unico van Doorn (stamvader van het adellijke geslacht Van Doorn (II)) en Rudolphine Weerts. Na de Rijks Hogere Burgerschool te Utrecht studeerde Van Doorn Romeins en hedendaags recht aan de Hogeschool te Utrecht, waar hij in 1876 promoveerde.
Na zijn studie ging Van Doorn kort aan de slag als advocaat, maar in 1877 werd hij in plaats daarvan adjunct-commies bij de afdeling Waterstaat A (natte waterstaat en wegen) bij respectievelijk het Ministerie van Binnenlandse Zaken (1877) en het Ministerie van Waterstaat, Handel en Nijverheid (1877-1881). Van 1881 tot 1889 was hij burgemeester van zowel Naaldwijk als De Lier, twee voormalige buurgemeenten in het Westland. Daarnaast was hij kantonrechter-plaatsvervanger in Delft (1883-1889) en Den Haag (1890-1921).
Van 1889 tot 1890 was hij hoofdredacteur van het regionale Haagse dagblad De Avondpost, waarna hij weer aan de slag ging als advocaat en procureur. Daarnaast vervulde hij diverse functies rond de spoorwegen, zoals rijkscommissaris bij de Maatschappij tot Exploitatie van Staatsspoorwegen en de Hollandsche IJzeren-Spoorweg Maastchappij (vanaf 1903). Ook was hij voorzitter van de Nederlandsche Tuinbouwraad (1912-1918), penningmeester van het Koninklijk Nationaal Steuncomité, lid van het College van Curatoren van de Rijksuniversiteit Utrecht, zijn alma mater en heemraad van de Zuidplaspolder van Schieland.
Al vanaf 1884 deed Van Doorn mee aan de verkiezingen voor de Tweede Kamer der Staten-Generaal, maar pas in 1905 wist hij een zetel te behalen als onafhankelijk Unie-liberaal in de Kamer. Hij was een goed spreker, die zijn redevoeringen hield op de wijze waarop hij voor de balie zijn pleidooien hield. Van Doorn sprak vaak over financiële en justitiële onderwerpen en over buitenlandse zaken. Hij was conservatief op sociaal gebied en antiklerikaal. In 1910 interpelleerde hij Minister van Buitenlandse Zaken Reneke de Marees van Swinderen over de zgn. Borromeus-Encycliek, Editae Saepe van Paus Pius X, waaraan door de protestanten zeer veel aanstoot werd genomen.
In 1908 behoorde hij tot de minderheid van Unie-liberalen die tegen de verworpen motie-Bos over de staatsexploitatie van spoorwegen stemden. In 1911 stemde hij als enige Unie-liberaal tegen de ontwerp-Steenhouwerswet en in 1915 behoorde hij met Willem Dolk en Rudolf Patijn tot de minderheid die vóór het verworpen wetsvoorstel over de concessieverlening voor de ontginning van de olievelden in Djambi stemde. Van Doorn was lid van de Staatscommissie-De Marez Oyens over de exploitatie van spoorwegen (1908-1911) en de Staatscommissie-De Beaufort inzake de grondwetsherziening. Bij de laatste commissie keerde hij zich tegen de invoering van het vrouwenkiesrecht.
In 1918 werd Van Doorn gepasseerd voor het burgemeesterschap van Den Haag. Dat jaar werd hij echter wel met voorkeurstemmen (na afschaffing van het districtenstelsel) gekozen in de Tweede Kamer.
Van Doorn trouwde in 1879 met Johanna Carolina van der Kemp, kleindochter van (de toen reeds overleden) Johannes Op den Hooff, vicepresident van de Hoge Raad der Nederlanden. Ze zouden twee dochters en een zoon krijgen. Een van zijn dochters trouwde met Jacob Adriaan Nicolaas Patijn, de latere minister die in tegenstelling tot zijn schoonvader er wel in zou slagen burgemeester van Den Haag te worden. In 1907 werd Van Doorn benoemd tot Ridder in de Orde van de Nederlandse Leeuw.